# Maprotylina
Maprotylina – czterocykliczny organiczny związek chemiczny, pochodna dibenzo-[b,e]-bicyklo-[2.2.2]-oktadienu zawierająca łańcuch boczny z drugorzędową grupą aminową, stosowana jako lek przeciwdepresyjny. Należy do preparatów starej generacji (wypierana jest przez nowsze leki).
Maprotylina daje silny efekt, jako inhibitor zwrotnego wychwytu (tj. stymulant) noradrenaliny z tylko słabym zwrotnym wychwytem serotoniny i dopaminy. Jest również silnym antagonistą receptora (histaminy) H1, umiarkowanym antagonista receptora 5-HT2 i receptora α1-adrenergicznego, oraz słabym antagonistą receptorów D2-dopaminy i muskarynowych. Związek ten jest również mocnym antagonistą receptora 5-HT7, co odgrywa potencjalnie ważną rolę w efektywności antydepresyjnej.
Maprotylina wykazuje silny antagonizm względem indukowanej rezerpiną hipotermii u myszy, podobnie jak inne klasyczne leki przeciwdepresyjne. Uważa się, że leki starej generacji (trój- i czterocykliczne), dzięki szerszemu spektrum działania, są w leczeniu ciężkiej depresji prawdopodobnie skuteczniejsze od leków bardziej selektywnych, na przykład SSRI.
Preparaty dostępne w Polsce:
- Ludiomil (tabletki powlekane)

Maprotylina była podawana również parenteralnie.